# Waterwajs

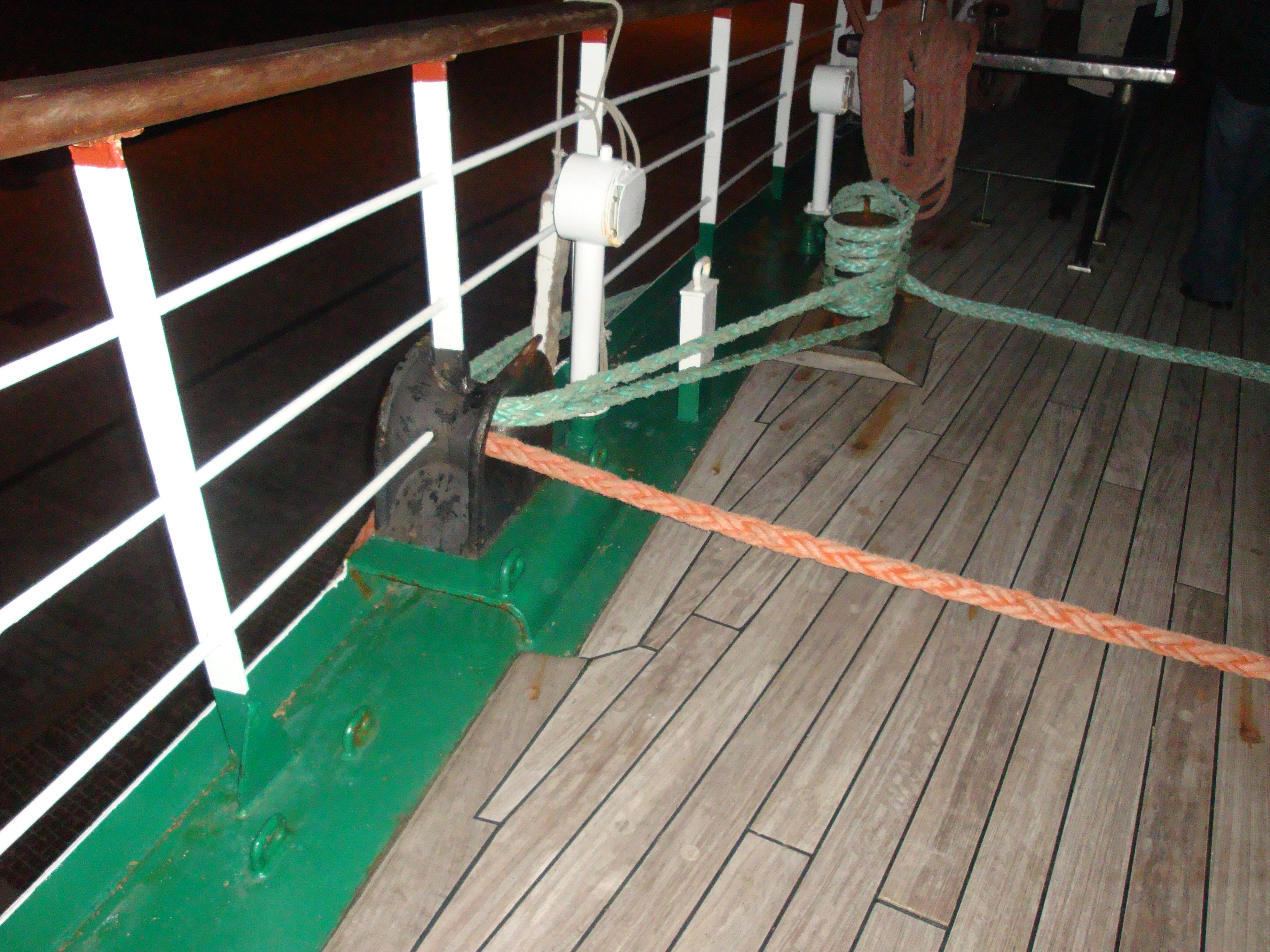
Waterwejs (zielony) na „Darze Młodzieży”

Waterwejs – zagłębienie w powierzchni pokładu biegnące wzdłuż burty statku wodnego, spełniające rolę rynny dla wody, która znalazła się na pokładzie. Stosowane jest przy nadburciu będącym przedłużeniem poszycia burty. Odprowadza wodę do odpływników (skalopsów) będących otworami w tym poszyciu.
W przypadku pokładu pokrytego klepką, waterwejs jest wgłębieniem w klepce skrajnej (zwanej mocnicą pokładową lub pokładnicą krawężnikową). Klepka ta jest wtedy zwykle szersza od pozostałych.